# Burghart Klaußner
Burghart Klaußner (Berlín, Alemania, 13 de septiembre de 1949) es un actor, director, cantante y autor alemán.

## Biografía
Klaußner es hijo de un padre que dirigía el restaurante tradicional "Zum Klaußner" en Berlín-Charlottenburg, frecuentado por muchas celebridades. Después de la construcción del Muro de Berlín en 1961, abandonó el negocio y la familia se mudó a Gräfelfing, cerca de la parte suroccidental de Múnich, controlado por los Estados Unidos en tiempos de la Guerra Fría. Klaußner comenzó a estudiar teatro en la Freie Universität Berlin en 1969 y se cambió a la Escuela de Actuación Max Reinhardt de Berlín ese mismo año para convertirse en actor.

## Carrera actoral
De 1970 a 1972 trabajó en la Schaubühne am Hallesches Ufer. Luego tuvo compromisos en el Deutsches Schauspielhaus de Hamburgo, en el Teatro Schiller y en el Teatro Maxim Gorki de Berlín y en escenarios de Fráncfort del Meno, Bochum y Zúrich. Klaußner se dio a conocer a un público más amplio en 1985 a través del papel de Arthur Davies en la serie de varias partes de ARD The Riddle of the Sandbank.
En 2005 interpretó al miembro de la junta sin escrúpulos Justus Hardenberg en Die fetten Jahre sind über, quien, sin embargo, también se muestra desde un lado completamente diferente. En el mismo año encarnó a la figura histórica del alcalde de Berlín en 1948, Ernst Reuter, en la miniserie de televisión Die Luftbrücke - Nur der Himmel war frei.
En 2007 actuó en Der Novembermann junto a Götz George como el profesor de piano ciego Henry Lichtfeld, el marido de la amante de Lichtfeld, quien, sin ser reconocido, se convierte en amigo del profesor de piano.
En 2009 apareció en la película dramática Alter und Schönheit, que trata sobre la amistad y la muerte, junto a Sibylle Canonica, Henry Hübchen y Peter Lohmeyer en el papel del divertido amigo Justus. En el mismo año, Klaussner interpretó el papel del pastor en la película The White Ribbon, que ganó la Palma de Oro en Cannes y fue nominada al Oscar. Fue galardonado con el Premio de la Crítica Cinematográfica Alemana 2009 al mejor actor. También en 2009 se le vio junto a Kate Winslet, Ralph Fiennes y Matthias Habich en el papel de juez en la película The Reader.
Por el papel principal del fiscal de Fráncfort Fritz Bauer en el largometraje de 2015 Der Staat gegen Fritz Bauer, Klaußner recibió el Premio de Cine de Baviera y fue nominado para el Premio de Cine Europeo.
En 2010 fue visto en el teatro Staatsschauspiel Dresden de Don Carlos como el rey Felipe II de España. También trabaja como director y autor. En 2009 representó su primera obra, Marigold, en el Bochum Schauspielhaus.
Klaussner es miembro de la Academia Libre de las Artes de Hamburgo y de la Academia Alemana de Cine, para cuya junta fue elegido en 2010.
En el 2016 apareció en la serie The Crown como el Dr. Kurt Hahn: el fundador de la escuela Gordonstoun, donde se educo el príncipe Felipe de Edimburgo y el príncipe Carlos de Gales.

## Vida personal
Klaussner vive con su esposa en Hamburgo. Tienen dos hijos.
Es el patrocinador de la escuela integral Velbert Mitte,  y participó en la ceremonia de apertura el 1 de diciembre de 2016.

## Filmografía
- 1982: Das Beil von Wandsbek
- 1984: Das Rätsel der Sandbank
- 1989: Die Staatskanzlei (Fernsehfilm)
- 1989: Peter Strohm – Tod eines Freundes (Pilotfilm)
- 1989: Tatort – Schmutzarbeit (TV-Reihe)
- 1992: Kinderspiele
- 1993: Die Denunziantin
- 1993–2001: Adelheid und ihre Mörder
- 1996: Rossini – oder die mörderische Frage, wer mit wem schlief
- 1996: Zerrissene Herzen (Fernsehfilm)
- 1997: Tatort – Ausgespielt
- 1998: 23 – Nichts ist so wie es scheint
- 1999: Ganz unten, ganz oben
- 2000: Crazy
- 2000: Tatort – Kleine Diebe
- 2001: Mit dem Rücken zur Wand (Fernsehfilm)
- 2002: Tatort – Schatten
- 2003: Good Bye, Lenin!
- 2004: Die fetten Jahre sind vorbei
- 2005: Die Luftbrücke – Nur der Himmel war frei
- 2006: An die Grenze
- 2006: Der Mann von der Botschaft
- 2006: Requiem
- 2006: Tatort – Aus der Traum
- 2006: Wilsberg – Falsches Spiel
- 2007: Der Novembermann
- 2007: Die Aufschneider
- 2007: Polizeiruf 110 – Taubers Angst (TV-Reihe)
- 2007: Yella
- 2008: Der Vorleser
- 2009: Alter und Schönheit
- 2009: Das weiße Band – Eine deutsche Kindergeschichte
- 2010: Aghet – Ein Völkermord
- 2010: Das letzte Schweigen
- 2010: Goethe!
- 2011: Der ganz große Traum
- 2011: Polizeiruf 110 – Die verlorene Tochter
- 2011: In den besten Jahren
- 2012: Invasion
- 2012: Nono, het zigzag kind
- 2013: Das Adlon. Eine Familiensaga (Fernseh-Dreiteiler)
- 2013: Nachtzug nach Lissabon (Night Train to Lisbon)
- 2013: George
- 2014: Diplomatie
- 2014: Zwischen Welten
- 2015: Elser – Er hätte die Welt verändert
- 2015: Der Staat gegen Fritz Bauer
- 2015: Bridge of Spies – Der Unterhändler
- 2016: Die Stadt und die Macht, TV-Sechsteiler
- 2016: Terror – Ihr Urteil
- 2016: Die letzte Reise
- 2017: The Crown capítulo (Paterfamilias)
- 2017: Kroymann (Satiresendung, 1 Folge)
- 2018: Das schweigende Klassenzimmer
- 2019: Brecht (zweiteilige Filmbiografie; 2. Teil)
- 2019: Klassentreffen (Fernsehfilm)
- 2019: Klassentreffen (Fernsehserie)
- 2022: Kommissarin Lucas: Goldrausch